# Богемія на літніх Олімпійських іграх 1912
Збірна Богемії брала участь у літніх Олімпійських іграх у Стокгольмі (Швеція) втретє і востаннє. До 1918 року Чехія була частиною Австро-Угорської імперії. Починаючи з 1920 року на Олімпійських іграх чеські спортсмени виступали за команду Чехословаччини.
Команда Королівства Богемії 1912 року на літніх Олімпійських іграх складалась із 43 учасників (тільки чоловіки): 42 брали участь у спортивних змаганнях та один — в олімпійських змаганнях з мистецтва і літератури. Збірна Богемії мала своїх представників у 8 з 16 дисциплін. Наймолодшим представником країни був 17-річний велосипедист Богуміл Рамес, а найстаршим — 43-річний фехтувальник Вілем Гоппольд Лодсдорф.
На цих Іграх чехи не виграти жодної олімпійської медалі.

## Учасники

### Спортивна гімнастика
Богемію представляв гімнаст Богуміл Гонзатко, який в індивідуальному заліку зайняв 36-е місце, точно так же, як і на попередній Олімпіаді.